# Seidenfadeniella
Seidenfadeniella là một chi thực vật có hoa trong họ Lan.